# 冗談酒場
冗談酒場（じょうだんパブ、Jordan Pub）は、大阪市中央区ミナミに所在する、ニューハーフによるショーハウス・ショーパブである。
1982年（昭和57年）、大阪市 南区（当時）の繁華街にて開業する。タレントのはるな愛が在籍していた。

## 所在地
所在地：大阪市中央区心斎橋筋2丁目1-30 プラディオ心斎橋ビル2F